# العلاقات السعودية الفلسطينية
العلاقات السعودية الفلسطينية يقصد بها العلاقة التي تجمع بين المملكة العربية السعودية وفلسطين.

## العلاقة السياسية
بدأ موقف المملكة من قضية فلسطين منذ عهد الملك عبد العزيز، حيث بدأت من مؤتمر لندن عام 1935م المعروف بمؤتمر المائدة المستديرة لمناقشة القضية الفلسطينية، وقامت المملكة بدعم ومساندة القضية الفلسطينية على جميع الأصعدة السياسية والاقتصادية والاجتماعية.
شاركت السعودية في العديد من المؤتمرات والاجتماعات الخاصة بحل القضية الفلسطينية ابتداء من مؤتمر مدريد وانتهاءً بخارطة الطريق ومبادرة السلام العربي، التي اقترحها الملك عبد الله بن عبد العزيز (ولي العهد آنذاك) وتبنتها الدول العربية كمشروع عربي موحد في قمة بيروت في مارس 2002م لحل النزاع العربي الإسرائيلي. تطالب السعودية إسرائيل بالالتزام بتنفيذ قرارات الشرعية الدولية ذات الصلة التي تنص على الانسحاب الكامل من كافة الأراضي العربية المحتلة منذ عام 1967م، وتطالب المجتمع الدولي بالتدخل العاجل لوقف الاعتداءات والممارسات الإسرائيلية العدوانية والمتكررة ضد الشعب الفلسطيني. أدانت المملكة قيام إسرائيل ببناء الجدار العازل الذي يضم أراضي فلسطينية واسعة وتقدمت بمذكرة احتجاج لمحكمة العدل الدولية في لاهاي تدين فيها قيام إسرائيل ببناء جدار الفصل العنصري، وصدر قرار المحكمة بعدم شرعية هذا الجدار وطالبت إسرائيل بإزالته.
في 10 مارس 2023، رحبت الرئاسة الفلسطينية بالاتفاق الإيراني السعودي لاستئناف العلاقات بين البلدين.
وفي 7 فبراير 2024، قالت وزارة الخارجية السعودية إن المملكة أبلغت الإدارة الأميركية موقفها الثابت بأنه لن يكون هناك علاقات دبلوماسية مع إسرائيل ما لم يتم الاعتراف بالدولة الفلسطينية المستقلة على حدود عام 1967 ووقف الهجوم الإسرائيلي على قطاع غزة.
وفي 20 فبراير 2024، قالت وزارة الخارجية السعودية، إن المملكة تأسف لنقض مشروع قرار جزائري بمجلس الأمن الدولي، يدعو للوقف الفوري لإطلاق النار في قطاع غزة، مؤكدة أن هناك "حاجة أكثر من أي وقت مضى إلى إصلاح مجلس الأمن للاضطلاع بمسؤولياته في حفظ الأمن والسلم الدوليين، بمصداقية ودون ازدواجية في المعايير".
وفي 26 فبراير 2024، أكد وزير الخارجية السعودي الأمير فيصل بن فرحان في كلمة في الدورة الـ(55) لمجلس حقوق الإنسان، رفض المملكة ازدواجية المعايير بالتعامل مع الحرب في غزة، داعياً إلى وقف فوري لإطلاق النار في القطاع وتحمل المجتمع الدولي مسؤولياته، كما حذر من التبعات الكارثية لأي هجوم إسرائيلي على رفح.
وفي 29 فبراير 2024، أعربت وزارة الخارجية السعودية عن إدانة واستنكار المملكة الشديدين، استهداف المدنيين العزل شمال قطاع غزة، والذي أسفر عن وفاة العشرات وإصابة المئات، جرّاء قصف قوات الاحتلال طوابير المساعدات الإنسانية في غزة، كما جددت السعودية مطالبة المجتمع الدولي باتخاذ موقفٍ حازم بإلزام إسرائيل باحترام القانون الدولي الإنساني، والفتح الفوري للممرات الإنسانية الآمنة، والسماح بإجلاء المصابين.
ذكر خالد بن بدر آل سعود سفير السعودية لدى بريطانيا في 29 يناير 2025: «إن المملكة العربية السعودية لن تطبّع مع إسرائيل دون حل للقضية الفلسطينية، وأن الحل هو إقامة دولة فلسطينية.»

### مشروع الملك فهد للسلام
أو المشروع العربي للسلام. أعلن مشروع الملك فهد بن عبد العزيز للسلام في مؤتمر القمة العربي الذي عقد في مدينة فاس المغربية عام 1982م، ووافقت عليه الدول العربية وأصبح أساساً للمشروع العربي للسلام، كما كانت هذه البادرة أساسا لمؤتمر السلام في مدريد عام 1991م. يتكون المشروع من المبادئ التالية: انسحاب إسرائيل من جميع الأراضي العربية المحتلة عام 1967م بما فيها مدينة القدس. إزالة المستعمرات التي أقامتها إسرائيل في الأراضي العربية بعد عام 1967م. ضمان حرية العبادة وممارسة الشعائر الدينية لجميع الأديان في الأماكن المقدسة. تأكيد حق الشعب الفلسطيني في العودة وتعويض من لا يرغب في العودة. تخضع الضفة الغربية وقطاع غزة لفترة انتقالية تحت إشراف الأمم المتحدة ولمدة لا تزيد على بضعة أشهر. قيام الدولة الفلسطينية وعاصمتها القدس. تأكيد حق دول المنطقة في العيش بسلام. تقوم الأمم المتحدة أو بعض الدول الأعضاء فيها بضمان تنفيذ تلك المبادئ.

### مبادرة الملك عبد الله بن عبد العزيز
هي المبادرة التي أعلن عنها الملك عبد الله بن عبد العزيز في قمة بيروت مارس 2002م، وتبنتها الدول العربية كمشروع عربي موحد لحل النزاع العربي الفلسطيني والتي توفر الأمن والاستقرار لجميع شعوب المنطقة وتؤمن حلاً دائماً وعادلاً وشاملاً للصراع العربي الإسرائيلي.
هدف المبادرة إنشاء دولة فلسطينية معترف بها دوليًا على حدود 1967 وعودة اللاجئين والانسحاب من هضبة الجولان المحتلة، مقابل اعتراف وتطبيع العلاقات بين الدول العربية وإسرائيل. تم الإعلان عن مبادرة السلام العربية في القمة العربية في بيروت، وقد نالت هذه المبادرة تأييدًا عربيًا. أما النص الحرفي لمبادرة السلام العربية: «مجلس جامعة الدول العربية على مستوى القمة المنعقد في دورته الرابعة عشرة، إذ يؤكد ما أقره مؤتمر القمة العربي غير العادي في القاهرة في حزيران يونيو 1996 من أن السلام العادل والشامل خيار استراتيجي للدول العربية يتحقق في ظل الشرعية الدولية، ويستوجب التزاما مقابلا تؤكده إسرائيل في هذا الصدد. وبعد أن استمع إلى كلمة  صاحب السمو الملكي الأمير عبد الله بن عبد العزيز، ولي عهد المملكة العربية السعودية، التي أعلن من خلالها مبادرته داعيا إلى انسحاب إسرائيل الكامل من جميع الأراضي العربية المحتلة منذ 1967، تنفيذا لقراري مجلس الأمن (242 و338) واللذين عززتهما قرارات مؤتمر مدريد عام 1991 ومبدأ الأرض مقابل السلام، وإلى قبولها قيام دولة فلسطينية مستقلة وذات سيادة وعاصمتها القدس الشرقية. وذلك مقابل قيام الدول العربية بإنشاء علاقات طبيعية في إطار سلام شامل مع إسرائيل».
تتلخص المبادرة فيما يلي: الانسحاب من الأراضي المحتلة حتى حدود 4 يونيو 1967. القبول بقيام دولة فلسطينية على الأراضي المحتلة في الضفة الغربية وغزة وعاصمتها القدس. حل قضية اللاجئين وفقاً لقرارات الشرعية الدولية. وأشارت المبادرة إلى أن قبول إسرائيل بالمطالب العربية يعني قيام علاقات طبيعية بينها وبين الدول العربية.

### اتفاق حماس فتح في مكة
هو اتفاق بين حركتي فتح وحماس وقع في مدينة مكة في 8 فبراير 2007. نجحت الجهود السعودية في لم شمل الفرقاء الفلسطينيين بعد أن توصل وفدا فتح وحماس في مكة المكرمة إلى اتفاق على تشكيل حكومة وحدة وطنية. نَصًّ الاتفاق على التأكيد على حرمة الدم الفلسطيني واتخاذ كافة الإجراءات والترتيبات التي تحول دون ذلك. مع التأكيد على أهمية الوحدة الوطنية كأساس للصمود الوطني والتصدي للاحتلال. وتحقيق الأهداف الوطنية المشروعة للشعب الفلسطيني. واعتماد لغة الحوار كأساس وحيد لحل الخلافات السياسية في الساحة الفلسطينية. الاتفاق وبصورة نهائية على تشكيل حكومة وحدة وطنية فلسطينية وفق اتفاق تفصيلي معتمد بين الطرفين والشروع العاجل في اتخاذ الإجراءات الدستورية لتكريسها. المضي قدمًا في إجراءات تطوير وإصلاح منظمة التحرير الفلسطينية، وتسريع عمل اللجنة التحضيرية استنادا لتفاهمات القاهرة ودمشق. تأكيد مبدأ الشراكة السياسية على أساس القوانين المعمول بها في السلطة الوطنية الفلسطينية وعلى قاعدة التعددية السياسية وفق اتفاق معتمد بين الطرفين.
نص الاتفاق أن تحصل حركة حماس على الوزارات التالية: التربية والتعليم العالي والأوقاف والاقتصاد الوطني والعمل والحكم المحلي والشباب والرياضة والعدل والاتصالات وتكنولوجيا المعلومات وزارة من نصيب حماس تسمى بعد التوافق مع الكتل البرلمانية. تحصل حركة فتح على الوزارات التالية: الصحة والشئون الاجتماعية والأشغال العامة والإسكان والمواصلات والزراعة والأسرى. رئيس الوزراء تسميه حماس وهو إسماعيل هنية، ونائب رئيس الوزراء يتم تسميته من قبل الرئيس بالتوافق مع رئيس الوزراء.

### العلاقة مع حماس
سعت السعودية لفتح قنوات اتصال مع حركة حماس منذ انطلاقتها لدورها في الانتفاضة الأولى عام 1987، وحالة الاستياء والغضب من موقف قيادة منظمة التحرير المؤيد لاحتلال العراق لدولة الكويت، وتطورت العلاقات بينهما، حيث سمحت السعودية لحماس بفتح مكتب لها في جدة، كما قدمت السعودية لحماس دعما ماليا رسميا مرتين، كان الأول عام 1988، والثاني أثناء زيارة الشيخ أحمد ياسين عام 1998، والتي حظيت باهتمام رسمي وإعلامي واسع، وتركت لحماس الحرية في جمع التبرعات من مواطنيها، وإن فرضت على ذلك بعض الضوابط بعد أحداث 11 سبتمبر 2001. شاركة السعودية في مؤتمر شرم الشيخ عام 1996، الذي لم يكن وديًا تجاه المقاومة الفلسطينية، ولكن ذلك لم يمنعها من استقبال الشيخ أحمد ياسين، وحث العاهل السعودي فهد بن عبد العزيز الشيخ ياسين على الاستمرار على نهجه، وعدم التعويل على النظام العربي الرسمي.
أثرت التطورات السياسية على طبيعة العلاقة بين السعودية وحركة حماس، كاعتماد السعودية خيار التسوية، وطرحها المبادرة العربية التي لم توافق عليها حماس، كذلك انفتاح حماس على إيران، وانعكس موقف الملك عبد الله من رئيس المكتب السياسي لحركة حماس خالد مشعل إثر انهيار اتفاق مكة، وما تلاه من عداء المملكة للإخوان المسلمين، وحظرهم في السعودية، ودعمها اسقاط الرئيس محمد مرسي في مصر، على علاقتها مع حماس. في عام 2015 التقى رئيس حركة حماس خالد مشعل ومسؤولون فلسطينيون آخرون، بالملك سلمان بن عبد العزيز. وقد اكتسبت الزيارة أهمية كونها تأتي بعد انقطاع تام في التواصل بين حماس والسعودية منذ عام 2012، وقامت حماس بلقاء ولي العهد وولي ولي العهد، بالإضافة للقاء مدير الاستخبارات السعودي، ونقلتورغبتها في إحياء اتفاق مكة 2، وتمخضت اللقاءات عن استصدار عفو ملكي للإفراج عن كافة معتقلي حماس في السعودية، عقب دورهم في جمع الأموال أثناء العدوان على غزة عام 2014، ويعد أحدهم من قيادات الصف الأول في حركة حماس.

### اشتباكات السودان 2023
بدأت الاشتباكات بين قوات الدعم السريع والجيش السوداني في 15 أبريل 2023.
في 22 أبريل 2023، شكلت وزارة الخارجية خلية أزمة مركزية استعدادًا لحصر أعداد الرعايا والطلبة الفلسطينيين الذين يرغبون بمغادرة السودان.
في 23 أبريل 2023، أبدت السعودية استعدادها للمساعدة في إجلاء الرعايا الفلسطينيين عبر ميناء بورتسودان السوداني إلى ميناء جدة.
في 24 أبريل 2023، أعلنت الخارجية الفلسطينية عن بدء تحرك قوافل إجلاء الرعايا الفلسطينيين حيث ضمت إحداها 85 فلسطينيًا إلى ميناء بورتسودان.
في 30 أبريل 2023، ذكرت الخارجية أن قرابة 500 فلسطينيًا قد أُجلي من السودان.
في 1 مايو 2023، أعلنت الخارجية انتهاء عملية إجلاء الجالية الفلسطينية من السودان. وأعرب وزير الخارجية رياض المالكي عن شكره للسعودية لما قدمته.

## العلاقات المالية والاقتصادية
قدمت المملكة الدعم المادي والمعنوي للسلطة الفلسطينية والشعب الفلسطيني منذ بدأت القضية الفلسطينية. قدمت المملكة تبرعاً سخياً في مؤتمر القمة العربية في الخرطوم عام 1967م، كما التزمت المملكة فـي قمة بغداد عام 1978م بتقديم دعـم مالي سنوي للفلسطينيين قدرة مليار وسبعة وتسعين مليوناً وثلاثمائة ألف دولا، وذلك لمدة عشر سنوات (من عام 1979موحتى عام 1989م). في قمة الجزائر الطارئة عام 1987م قررت المملكة تخصيص دعم شهري للانتفاضة الفلسطينية مقداره 6 ملايين دولار كما قدمت المملكة في الانتفاضة الأولى عام 1987م تبرعاً نقدياً لصندوق الانتفاضة الفلسطيني بمبلغ مليون وأربعمائة وثلاثة وثلاثون ألف دولار، وقدمت مبلغ مليوني دولار للصليب الأحمر الدولي لشراء أدوية ومعدات طبية وأغذية للفلسطينيين.
تعهدت المملكة بتمويل برنامج إنمائي عن طريق الصندوق السعودي للتنمية بلغ حجمـه ثلاثمئة مليون دولار يهتم بقطاعات الصحة والتعليم والإسكان تم الإعلان عنه في مؤتمرات الدول المانحة خلال الأعوام 94 - 95 - 97 - 1999م. بالإضافة إلى الإعفاءات الجمركية للسلع والمنتجات الفلسطينية. وقد أوفت المملكة بكامل مساهماتها المقررة حسب قمة بيروت مارس 2002م لدعم ميزانية السلطة الفلسطينية، وما أكدت علية قمـة شرم الشيخ مارس 2003م بتجديد الالتزام العربي بهذا الدعم، حيث قامت بتحويل كامل الالتزام وقدرة 184,8 مليون دولار للفترة من 2002م ـ 2004م. كما أوفت بكامل التزاماتها المقررة حسب قمة تونس مايو 2004م الخاصة باستمرار وصول الدعم المالي لموازنة السلطة الفلسطينية لستة أشهر تبدأ من أبريل حتى نهاية سبتمبر 2004م، حيث قامت بتحويل كامل المبلغ وقدرة 46,2 مليون دولار.
بادرت المملكة في مؤتمر القمة العربي في القاهرة 2000م باقتراح إنشاء صندوقين باسم صندوق "لأقصى وصندوق انتفاضة القدس برأسمال قدره مليار دولار وتبرعت بمبلـغ 200 مليون دولار لصندوق الأقصى الذي يبلغ رأسماله 800 مليون دولار، وتبرعت بمبلغ 50 مليون دولار لصندوق انتفاضة القدس الذي يبلغ رأسماله 200 مليون دولار. كما اهتمت حكومة المملكة بمشكلة اللاجئين الفلسطينيين، حيث قدمت المساعدات الإنسانية للاجئين الفلسطينيين مباشرة أو عن طريق الوكالات والمنظمات الدولية التي تعني بشئون اللاجئين مثل الأنرو، ومنظمة اليونسكو، والصندوق العربي للإنماء الاقتصادي والاجتماعي والبنك الدولي، والبنك الإسلامي، كما أن المملكة منتظمة في دفع حصتها المقررة لوكالة الأمم المتحدة لإغاثة وتشغيل اللاجئـين الفلسطيني الأنروا المتمثلـة في مساهماتها السنوية البالغة مليون ومائتين ألف دولار لميزانية الوكالة، وقدمت لها تبرعات استثنائية بلغت حوالي ستون مليون وأربعمائة ألف دولار، لتغطية العجز في ميزانيتها وتنفيذ برامجـها الخاصة بالفلسطينيين.
في عام 2013م أعلنت وكالة الأنباء الفلسطينية أن محمود عباس تلقى 100 مليون دولار من السعودية لمواجهة الأزمة المالية. وفي عام 2014م قامت السعودية بتمويل إعمار غزة ب500 مليون دولار أمريكي.
وفي عام 2015م أكد السفير قطان أن المملكة العربية السعودية ستستمر دومًا في دعم القضية الفلسطينية على مختلف الصعد، مبينًا أنها حرصت منذ شهر يناير في عام 2013 على زيادة حصتها في ميزانية السلطة الفلسطينية من 14 مليون دولار إلى 20 مليون دولار شهريًا.
افتتحت المملكة العربية السعودية عدة مشاريع في فلسطين أهمها مشروع إعادة الإسكان في غزة حيث يحتوي المشروع على وحدات سكنية ومدارس وواسواق تجارية ومراكز صحية ومركز مجتمعي وروضة أطفال ومساجد.مر مشروع السكن بثلاث مراحل حيث طلبت السعودية من قطاع غزة خطط هندسية تفصيلية للمنازل المدمرة محددة فيها كميات مواد البناء من أسمنت وحديد وما يتعلق بالإعمار  وبدات السعودية بالبناء وأسمت السعودية المرحلة الأولى الحي السعودي 1 ويتكون من 752 وحدة سكنية مع جميع الخدمات، والمرحلة الثانية تم تسميتها الحي السعودي 2 ويتكون من 760 وحدة سكنية مع جميع الخدمات. والمرحلة الثالثة تم تسميتها الحي السعودي 3 وتم الانتهاء منه في 2015. بَنت السعودية العديد من المدارس وساعدت في بناء منازل أخرى في قطاع غزة.
خلال زيارة الرئيس الفلسطيني محمود عباس للسعودية في أكتوبر 2019 أجرى محادثات مع الملك سلمان بن عبد العزيز وولي العهد الأمير محمد بن سلمان، وتم الاتفاق، استجابة لرغبة الرئيس الفلسطيني، على إنشاء لجنة اقتصادية مشتركة، ومجلس أعمال سعودي - فلسطيني. أُعلن عن تأسيس مجلس الأعمال السعودي الفلسطيني في 21 يناير 2025 خلال اجتماع بين السفير الفلسطيني في الرياض مازن غنيم ورئيس اتحاد الغرف السعودية حسن بن معجب الحويزي.

## التمثيل الدبلوماسي
لدولة فلسطين سفارة في العاصمة السعودية الرياض، وقنصلية عامة في جدة.
في 12 أغسطس 2023، سلّم نايف بن بندر السديري السفير السعودي لدى الأردن أوراق اعتماده سفيرًا فوق العادة مفوضًا غير مقيم للسعودية لدى دولة فلسطين وقنصلًا عامًا في القدس إلى مستشار الرئيس الفلسطيني للشؤون الدبلوماسية مجدي الخالدي بمقر السفارة الفلسطينية بالعاصمة الأردنية. يُعد أول سفير للسعودية لدى فلسطين.